# Temporada 1976-1977 del FC Barcelona
Les dades més destacades de la temporada 1976-1977 del Futbol Club Barcelona són les següents:

## 1976

### Novembre
- 28 novembre - Lliga. Golejada del Barça al València CF (6-1) al Camp Nou. Manolo Clares en una inspiradíssima nit marca cinc gols i Amarillo arrodoneix el compte.

## Plantilla[1][2]
| Porters - Pere Valentí Mora - Pedro María Artola | Defenses - José Antonio Ramos - Antoni Olmo - Miguel Bernardo Migueli - Enrique Álvarez Costas - Jesús Antonio de la Cruz - José Joaquín Albaladejo | Centrecampistes - Johan Neeskens - Juan Manuel Asensi - Alfredo Amarillo - Josep Vicenç Sánchez - Marcial Pina - José Cirilo Macizo - Jordi Carreño - Manuel Tomé - Francisco Martínez | Davanters - Manuel Clares - Johan Cruyff - Juan Carlos Heredia - Carles Rexach - Hugo Cholo Sotil - Miquel Mir - José Botella |

## Resultats
| PARTITS |
| --- |
| 04-08-76. AMISTÓS VITESSE-BARCELONA 0-2 07-08-76. AMISTÓS V.V.V.-BARCELONA 1-2 10-08-76. AMISTÓS DUISBURGO-BARCELONA 2-0 13-08-76 . "CIUDAD DE PALMA" BARCELONA-QUEENS PARK RANGERS 2-1 per evitar possiblesempats es van llencar penals. Va guanyar el Barcelona /5-4/ 14-08-76 . "CIUDAD DE PALMA" BARCELONA-SPARTAK 2-2 24-08-76 . "JOAN GAMPER" BARCELONA-SPARTA PRAGA 2-1 25-08-76 . "JOAN GAMPER" BARCELONA-EINTRACHT F. 2-0 28-08-76. AMISTÓS IRUN-BARCELONA 1-4 01-09-76. AMISTÓS BARCELONA-STADE REIMS 2-0 05-09-76. LLIGA BARCELONA-LAS PALMAS 4-0 12-09-76. LLIGA RACING SANTANDER-BARCELONA 1-0 15-09-76. UEFA BELENENSES-BARCELONA 2-2 19-09-76. LLIGA BARCELONA-REAL MADRID 3-1 25-09-76. LLIGA MALAGA-BARCELONA 1-0 29-09-76. UEFA BARCELONA-OS BELENENSES 3-2 03-10-76. LLIGA BARCELONA-SALAMANCA 4-1 16-10-76. LLIGA ATHLETIC BILBAO-BARCELONA 1-3 20-10-76. UEFA BARCELONA-LOKEREN 2-0 24-10-76. LLIGA ATLETICO MADRID-BARCELONA 3-1 31-10-76. LLIGA BARCELONA-HERCULES 1-1 04-11-76. UEFA LOKEREN-BARCELONA 2-1 07-11-76. LLIGA SEVILLA-BARCELONA 0-1 14-11-76. LLIGA BARCELONA-BURGOS 3-0 21-11-76. LLIGA ZARAGOZA-BARCELONA 0-0 24-11-76. UEFA ÖSTERS VAXJOE-BARCELONA 0-3 28-11-76. LLIGA BARCELONA-VALENCIA 6-1 05-12-76. LLIGA CELTA DE VIGO-BARCELONA 0-0 08-12-76. UEFA BARCELONA-OESTERS VAXJOE 5-1 12-12-76. LLIGA BARCELONA-REAL SOCIEDAD 2-1 19-12-76. LLIGA ESPANYOL-BARCELONA 2-3 02-01-77. LLIGA BARCELONA-ELCHE 4-1 09-01-77. LLIGA BETIS-BARCELONA 1-3 15-01-77. LLIGA LAS PALMAS-BARCELONA 2-1 23-01-77. LLIGA BARCELONA-RACING SANTANDER 7-0 30-01-77. LLIGA REAL MADRID-BARCELONA 1-1 06-02-77. LLIGA BARCELONA-MALAGA 2-1 13-02-77. LLIGA SALAMANCA-BARCELONA 2-0 20-02-77. LLIGA BARCELONA-ATHLETIC BILBAO 0-2 26-02-77. LLIGA BARCELONA-ATLETICO MADRID 1-1 02-03-77. UEFA ATHLETIC BILBAO-BARCELONA 2-1 06-03-77. LLIGA HERCULES-BARCELONA 3-2 13-03-77. LLIGA BARCELONA-SEVILLA 3-3 16-03-77. UEFA BARCELONA-ATHLETIC BILBAO 2-2 20-03-77. LLIGA BURGOS-BARCELONA 1-0 03-04-77. LLIGA BARCELONA-ZARAGOZA 2-1 10-04-77. LLIGA VALENCIA-BARCELONA 0-1 19-04-77. AMISTÓS PARIS ST. GERMAIN-BARCELONA 1-1 24-04-77. LLIGA BARCELONA-CELTA DE VIGO 4-0 27-04-77. COPA DEL REI CELTA DE VIGO-BARCELONA 1-1 01-05-77. LLIGA REAL SOCIEDAD-BARCELONA 0-0 08-05-77. LLIGA BARCELONA-ESPANYOL 4-2 15-05-77. LLIGA ELCHE-BARCELONA 0-0 19-05-77. COPA DEL REI BARCELONA-CELTA DE VIGO 1-2 22-05-77. LLIGA BARCELONA-BETIS 3-1 17-06-77. TROFEU IBERICO DE BADAJOZ BADAJOZ-BARCELONA 1-5 19-06-77. TROFEU IBERICO DE BADAJOZ FERENCVAROS-BARCELONA 0-3 |